# Musée d’art contemporain Tamayo
Pour les articles homonymes, voir Tamayo.
Le musée d’art contemporain Tamayo également connu comme le musée Rufino Tamayo  ou musée Tamayo est situé à l'intérieur du bois de Chapultepec dans la ville de Mexico.
Malgré le fait que le musée porte le nom du peintre mexicain Rufino Tamayo, le musée traite exclusivement d'art contemporain international.
L'édifice a été conçu par les architectes Teodoro González de León et Abraham Zabludovsky, sa construction a commencé en 1979 et s'est achevée en 1981. Il a été inauguré le 29 mai 1981. L'édifice a reçu le prix national d’architecture la même année.
Le musée a été parrainé  par le groupe Alfa et la fondation culturelle Televisa, jusqu'en 1986 lorsque sa gestion est confiée à l'INBA (Institut national des beaux-arts).